# Вісаг
Вісаг (рум. Visag) — село у повіті Тіміш в Румунії. Входить до складу комуни Віктор-Влад-Деламаріна.
Село розташоване на відстані 358 км на захід від Бухареста, 50 км на південний схід від Тімішоари.

## Населення
За даними перепису населення 2002 року у селі проживали 448 осіб.
Національний склад населення села:
| Національність | Кількість осіб | Відсоток |
| -------------- | -------------- | -------- |
| румуни         | 411            | 91,7%    |
| цигани         | 28             | 6,3%     |
| українці       | 8              | 1,8%     |

Рідною мовою назвали:
| Мова       | Кількість осіб | Відсоток |
| ---------- | -------------- | -------- |
| румунська  | 426            | 95,1%    |
| циганська  | 13             | 2,9%     |
| українська | 8              | 1,8%     |